# Данкен, Роберт
Роберт Данкен (англ. Robert Duncan; 7 января 1919, Окленд, Калифорния, США — 3 февраля 1988, Сан-Франциско, США) — американский поэт, традиционно причисляемый критиками к битничеству, новой американской поэзии и поэтам Black Mountain. Одна из ключевых фигур в поэзии послевоенной Северной Америки.

## Биография
Роберт Данкен родился 7 января 1919 года в Окленде, штат Калифорния. Его мать умерла родами, а отец не имел средств содержать мальчика. В августе 1919 года Роберта усыновила пара последователей теософии, которая выбрала своего приемного сына после тщательной консультации с гороскопами и астрологическими таблицами. Данкен вырос в атмосфере сеансов, собраний членов «Герметического братства», среди библиотеки, наполненной оккультной литературой.
В 1936 году Данкен поступает в Калифорнийский университет в Беркли. В то же время он сближается с левым движением и начинает писать стихи на социальную тематику. В 1938 году он покидает Беркли, чтобы поступить в Блэк-Маунтинский колледж, но после горячей дискуссии с главой факультета по поводу гражданской войны в Испании, уходит и оттуда.
В это же время, осознав свою гомосексуальность, Данкен поселяется в Филадельфии со своим любовником, а годом позже они перебираются в маленькую коммуну в Вудстоке, штат Нью-Йорк, возглавляемую Джеймсом Куни, через которого Данкен знакомится с Генри Миллером, Анаис Нин и другими представителями богемы. В 1941 году Данкена призывают в армию, откуда вскоре комиссуют по причине гомосексуализма.
В 1943 Данкен пытается порвать с гомосексуальной средой, женившись на Марджори Макки, но несколько месяцев спустя брак терпит крах. В тот же период завязывается переписка между Данкеном и калифорнийским поэтом Кеннетом Рексротом, который знакомит его с лидерами Сан-Францисского поэтического возрождения.
В 1948 Данкен публикует свою первую книгу «Град небесный, град земной» (Heavenly City, Earthly City). В 1951-м он знакомится с человеком, который становится его любовником на всю жизнь, художником Джессом Коллинзом. Вскоре после этого Данкен начинает играть центральную роль, как в Сан-Франциско, так и в Блэк-Маунтинской поэтической группе. Его поэтическая репутация укрепляется после публикации в 60-х трех сборников «Брешь в поле» (The Opening of the Field, 1960), «Корни и ветви» (Roots and Branches, 1964), и «Натягивая тетиву» (Bending the Bow, 1968). В 1961 году он получает Мемориальную премию Гарри Монро, в 1963 — Гуггенхеймовскую стипендию, в 1964 — Левинсоновскую премию журнала Poetry magazine (1964), а в 1985 — Национальную поэтическую премию.
После публикации «Сгибая тетиву» в 1968, Данкен принимает решение публиковать следующую книгу не раньше, чем через пятнадцать лет и действительно, его новый сборник «Фундаментные работы: перед войной» (Ground Work: Before the War) появляется только 1984 году. Данкен скончался в Сан-Франциско 8 февраля 1988 года после тяжелой длительной болезни.

## Вклад и наследие
Не только как поэт, но и в роли общественного деятеля, Данкен внёс неоценимый вклад в различные аспекты популярной культуры США начиная с 1930-х. Имя Роберта Данкена всегда вспоминают одним из первых, когда речь заходит о Стоунволлских бунтах, появлении богемных социалистических общин 1930-х и 40-х годов и культурном и политическом перевороте 1960-х годов.

## Награды и премии
Лауреат Гуггенхеймовской стипендии (1963 год) и Левинсоновской премии журнала «Poetry» (1964 год).

## Избранная библиография
- Selected Poems (City Lights Pocket Series, 1959)
- Letters 1953-56 (reprint: Flood Editions, Chicago, 2003)
- The Opening of the Field (Grove Press, 1960/New Directions) PS3507.U629 O6
- Roots and Branches (Scribner’s, 1964/New Directions)
- Medea at Kolchis; the maiden head (Berkeley: Oyez, 1965) PS3507.U629 M4
- Of the war: passages 22-27 (Berkeley: Oyez, 1966) PS3507.U629 O42[12]
- Bending the Bow (New Directions, 1968)
- The Years As Catches: First poems (1939—1946) (Berkeley, CA: Oyez, 1966)
- Play time, pseudo stein (S.n. Tenth Muse, 1969) Case / PS3507 .U629 P55
- Caesar’s gate: poems 1949-50 with paste-ups by Jess. (s.l. Sand Dollar, 1972) PS3507.U629 C3
- Selected poems by Robert Duncan (San Francisco, City Lights Books. Millwood, NY: Kraus Reprint Co., 1973, 1959) PN6101 .P462 v.2 no.8-14,Suppl.
- An ode and Arcadia (Berkeley: Ark P, 1974) PS3507.U629 O3
- Medieval scenes 1950 and 1959 (Kent, Ohio: The Kent SU Libraries, 1978) Case / PS3507.U629 M43
- The five songs (Glendale, CA: Reagh, 1981) Case / PS3507 .U629 F5
- Fictive Certainties (Essays) (NY:New Directions, 1983)
- Ground Work: Before the War (NY:New Directions, 1984) PS3507 .U629 G7
- Groundwork II: In the Dark (NY:New Directions, 1987) PS3507 .U629 G69
- Selected Poems edited by Robert Bertholf (NY:New Directions, 1993)
- A Selected Prose (NY:New Directions, 1995)
- Copy Book Entries, transcribed by Robert J. Bertholf (Buffalo, NY: Meow Press, 1996)
- The Letters of Robert Duncan and Denise Levertov (Robert J. Bertholf фтв Albert Gelpi, eds.) (Stanford, CA: Stanford University Press, 2004)
- Ground Work: Before the War / In the Dark, Introduction by Michael and (NY:New Directions, 2006)
- The H.D. Book (The Collected Writings of Robert Duncan), Edited by Michael Boughn and Victor Coleman (University of California Press, 2011).